# Fuck...I’m Dead/Engorged
Fuck...I'm Dead vs. Engorged – split grupy Fuck...I'm Dead z Australii i Engorged z Ameryki. Podobnie, jak w przypadku ostatniego albumu FID, istnieją dwie wersje tego wydawnictwa.

## Lista utworów
1. Fuck...I'm Dead - "Horrendous Bowel Evacuation" – 0:48
2. Fuck...I'm Dead - "Anal Abbatoir" – 1:42
3. Fuck...I'm Dead - "Enemosity" – 0:57
4. Fuck...I'm Dead - "Ruthless Aggression" – 1:25
5. Fuck...I'm Dead - "Flesh Feast" – 1:20
6. Fuck...I'm Dead - "Gore Ridden" – 1:25
7. Fuck...I'm Dead - "Coliteral Damage" – 1:29
8. Fuck...I'm Dead - "Force Fed Brutality" – 1:27
9. Engorged - "Alien Contamination" – 4:49
10. Engorged - "Vomiting Butchers Redux" – 1:28
11. Engorged - "Death Metal Attack 2000" – 2:05
12. Engorged - "The Final Giallo" – 4:03
13. Engorged - "Surgery Drugs and Rock N Roll" – 3:12